# Mexicanos
Mexicanos (em castelhano: pueblo mexicano [(coletivo)]; mexicanos [(indivíduos)]) é um termo que se refere a todos os indivíduos naturais do México, um país multiétnico situado na América do Norte, ou que se identificam com a identidade cultural e nacional daquele país.
O México se tornou uma nação em 1821, quando conquistou independência do Império Espanhol, dando início ao processo de forja da identidade nacional mexicana, que fundiu os traços culturais das suas origens pré-colombianas com os que foram trazidos pelos europeus, principalmente de origem ibérica. Esta miscigenação levou ao que foi descrito como "uma forma peculiar de nacionalismo multiétnico".
A língua mais falada pelos mexicanos é o espanhol mexicano, embora muitos também falem os idiomas dos diferentes grupos linguísticos indígenas e outros que foram trazidos ao país pela imigração recente. A maior parte dos mexicanos vive no próprio México, porém existe uma grande comunidade que vive no exterior, especialmente nos Estados Unidos, Canadá e Espanha.